# Cervaro
Cervaro es una localidad y comune italiana de la provincia de Frosinone, región de Lacio, con 7.182 habitantes.
El famoso pintor de género Vincenzo Petrocelli nació en Cervaro.

## Evolución demográfica
| Gráfica de evolución demográfica de Cervaro entre 1861 y 2001 |
|                                                               |
| Fuente ISTAT - elaboración gráfica de Wikipedia               |